# Sielsdorf
Sielsdorf ist mit 411 Einwohnern (Stand: 31. März 2022) der zweitkleinste Ortsteil der Stadt Hürth im Rhein-Erft-Kreis im Südwesten von Köln.

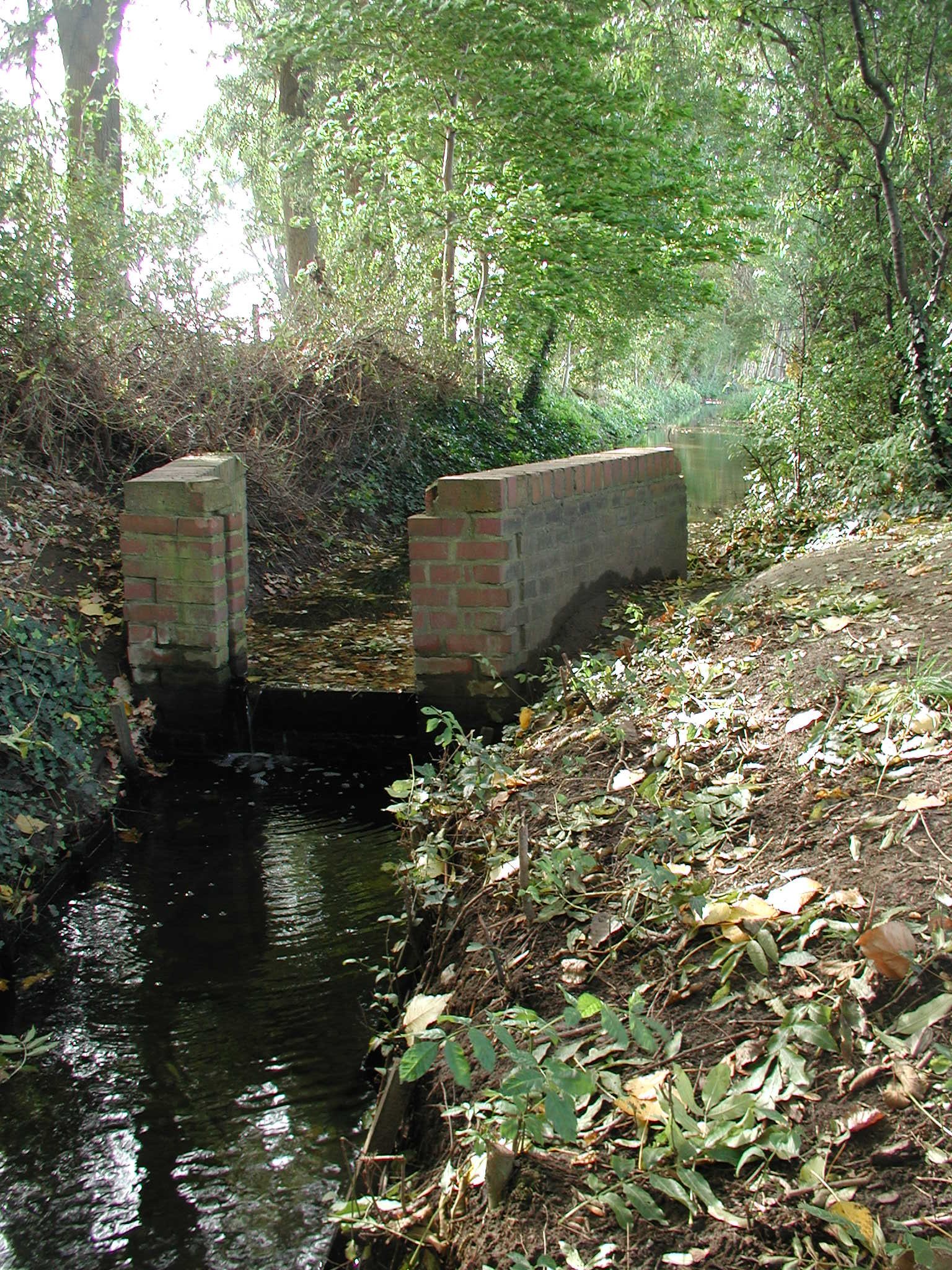
Der Gleueler Bach am Ortsrand, neben dem Hubertushofgelände

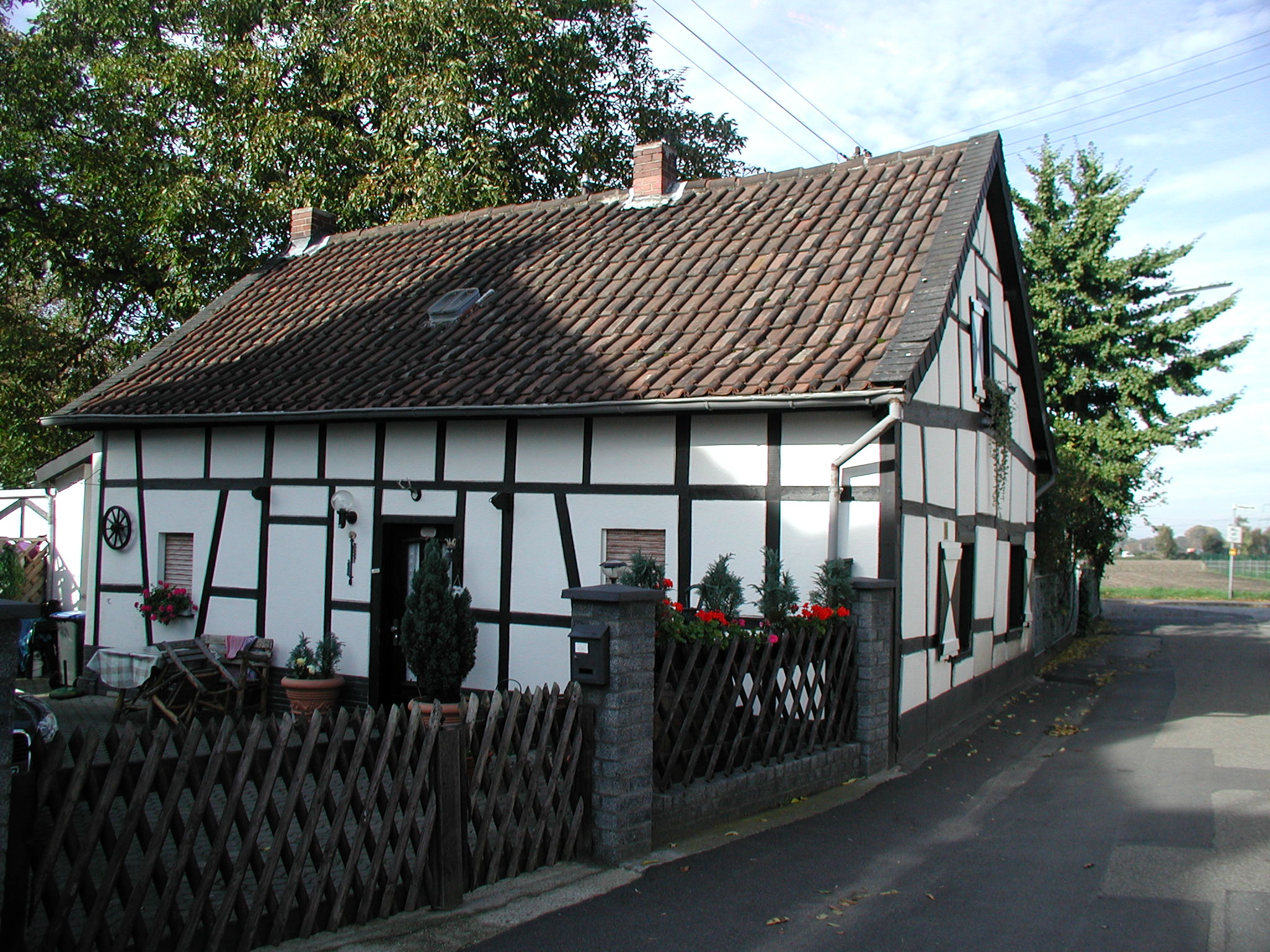
Altes Fachwerkhaus

## Geografie
Sielsdorf liegt in der fruchtbaren Kölner Ackerebene, es wird durch den Gleueler Bach durchflossen, der auch die Gräben des alten Hofgutes des Ortes, des Hubertushofs, füllt.

## Geschichte
Sielsdorf wird 898 als Selstena erstmals urkundlich erwähnt (siehe dazu Gleuel). Es gehörte bis in die Neuzeit zur Kirche und Ort Gleuel.
Schon im frühen Mittelalter wird in Urkunden der Jahre 1267 und 1324 eine der vom Gleueler Bach angetriebenen Mühlen im Raum Hürth erwähnt. Wie zur damaligen Zeit üblich, wurden die Mühlen von Pächtern bewirtschaftet. Eigentümer der Sielsdorfer Mühle war das Stift St. Pantaleon (Köln). So werden später im 16. und 17. Jahrhundert im Lagebuch der Gleueler Pfarrei einige der Müller namentlich angeführt. Eine Elisabeth Nissen, Ehefrau des Müllers Hermann Bachem, war höchstwahrscheinlich identisch mit der nach grausamen Folterungen im Jahr 1637 als Hexe in Gleuel verbrannten Person. In der napoleonischen Zeit wurde die Mühle mit ihrem Besitz von 19 Morgen Land im Jahr 1802 säkularisiert.
Es gab in dieser Zeit noch zwei weitere große Hofgüter in der Nachbarschaft der Mühle. Es waren dies der dem Stift St. Aposteln zu Köln gehörige und noch heute bestehende Hubertushof mit damals 200 Morgen Ackerland und der schon im 19. Jahrhundert aufgegebene Reuschhalfenhof mit 170 Morgen Land. Dieser gehörte zum Kölner Domkapitel. Zu diesen Höfen kamen nur wenige Häuser für die Hofbediensteten und Kleinbauern. 1831 hatte Sielsdorf 14 Feuerstellen und gerade mal 67 Einwohner.
Um 1835 beginnt in Sielsdorf die Industriegeschichte der heutigen Stadt Hürth. Die selbsternannten „Fabrikanten“ Peter Jüssen und Jakob Sons erwarben die alte Wassermühle und wandelten die bisherige Mahlmühle zu einer Papierfabrik um, in der sie grobes Packpapier herstellten. Die offenbar nicht florierenden Geschäfte der kleinen Fabrik zwangen allerdings nach wenigen Jahren zur Aufgabe. 1855 wurde dieser Betrieb von Johann Classen-Kappelmann, einem Kölner Unternehmer, erworben. Er installierte einen modernen gasgefeuerten Dampfkessel, ersetzte mit diesem die Wasserkraft und machte somit auf dem Gebiet der Bürgermeisterei Hürth den ersten Schritt ins Industriezeitalter. Heute ist das Fabrikgebäude in eine Wohnanlage umgebaut. In dieser Wohnanlage herrschen heute noch eigene Gesetze. So wurde dort 2004 die Mittagsruhe abgeschafft, was den Kindern des Dorfes paradiesische „Austobmöglichkeiten“ bietet.

## Infrastruktur
Sielsdorf ist zwar größer an Einwohnern als Knapsack, dafür ist es als industrie- und gewerbefreier Ort aber ein bevorzugtes Wohngebiet, das nur behutsam ausgebaut wurde. Bis zum Zweiten Weltkrieg war der Ort auf beinahe 200 Einwohner angewachsen. Durch den Ausbau mit wenigen Einfamilienhäusern hat er zum Beginn des 21. Jahrhunderts etwa 370 Einwohner erreicht. Bedeutsam ist der Hubertushof als Gänsehof mit ab-Hof-Verkauf sowie ein Gasthaus/Restaurant an der Kölner Straße.

## Politik
Sielsdorf bildet gemeinsam mit Stotzheim einen Stadtbezirk. Dieser wird im Hürther Stadtrat vom Christdemokraten Thomas Schepers vertreten. Willy Winkelhag ist Ortsvorsteher.

## Kuriosa

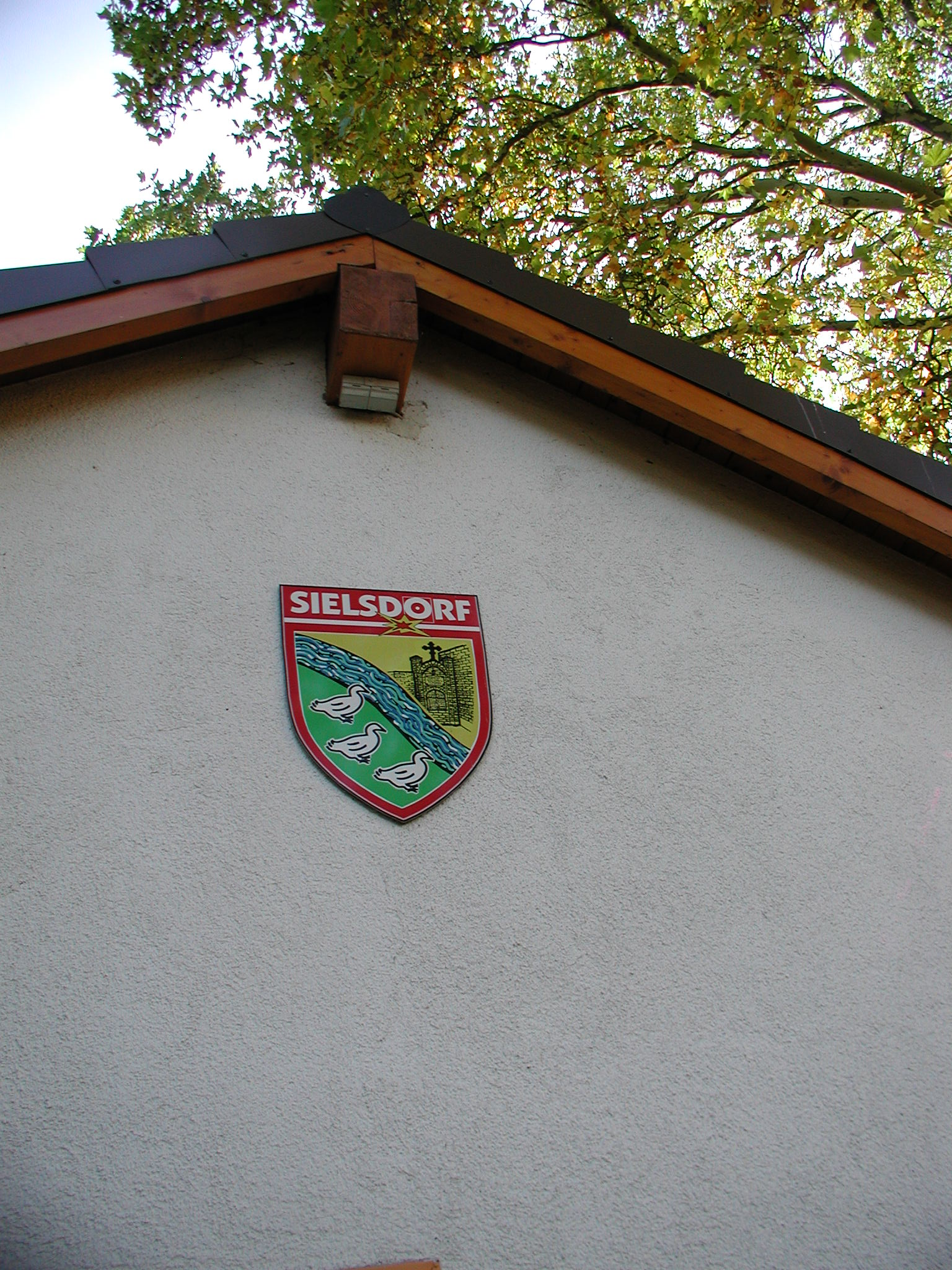
Wappen der Ortsgemeinschaft

Sielsdorf liegt an der nach Köln-Lindenthal führenden Kölner Straße (K3), die von vielen Berufspendlern genutzt wird. An dieser wurde vor Jahren am Ortseingang in Fahrtrichtung Köln eine radargesteuerte Kamera zur Geschwindigkeitsüberwachung aufgestellt. Durch die Ortsgemeinschaft (seit 1950) wurde ein inoffizielles Wappen durch Friedhelm Konsorski entworfen. Dieses Wappen zeigt im linken Bereich die „Sielsdorfer Gänse“ vom Hubertushof, diagonal den die Ortschaft durchfließenden Gleueler Bach und rechts den aus dem Jahr 1850 stammenden Bildstock „Sielsdorfer Fußfall“. Über dieser Anordnung steht der Ortsname Sielsdorf. Der im Wort enthaltene Buchstabe „O“ wurde als eine stilisierte Kamera mit darunter befindlichem Radarblitz dargestellt. Dieses Wappen befindet sich am Giebel eines kleinen zu Lagerzwecken dienenden Vereinsgebäudes.

## Berühmte Sielsdorfer
In Sielsdorf wohnt seit 1977 der Schriftsteller Tilman Röhrig, Kulturpreisträger der Stadt Hürth.